# Jolande Lischke-Pfister
Jolande Lischke-Pfister (* 29. Juli 1932 in Ludwigshafen am Rhein; † 20. August 2019 in Saarbrücken) war eine deutsche Künstlerin.

## Biografisches
Ab dem Jahr 1952 studierte Jolande Lischke-Pfister in der Saarbrücker Schule für Kunst und Handwerk das Fach „Plastisches Gestalten“ bei Theo Siegle. 1955 wechselte sie an die Hochschule für Bildende Künste in Berlin, wo sie bei Karl Hartung studierte. 1956 legte sie dort nach weiteren zwei Semestern ihr Examen ab. Ab 1965 lebte und arbeitete sie als freischaffende Künstlerin im Saarbrücker Stadtteil St. Arnual. Sie war mit dem Fotokünstler und Otto-Steinert-Schüler Joachim Lischke verheiratet.
Die künstlerischen Arbeitsfelder von Jolande Lischke-Pfister sind breit gestreut. So arbeitete sie im Bereich der Plastik bevorzugt mit den Materialien Ton, Gips, Metall, Holz und Stein. Im grafischen Bereich bevorzugt sie die Techniken Radieren, Holzschnitt und Zeichnung. In ihrer Malerei tauchen häufig naturnahe Motive auf. Lischke-Pfister war Mitglied der „Künstlerinnengruppe Saar“. Seit 2002 verfügte sie über ein eigenes Atelier im ehemaligen Wasserwerk Saarbrücken-Scheidt.

## Auszeichnungen und Preise
- 1982 Stipendium Künstleratelier Séguret (Provence)
- 1985 Albert-Weisgerber-Preis für Bildende Kunst der Stadt St. Ingbert

## Kunst im Öffentlichen Raum (Auswahl)

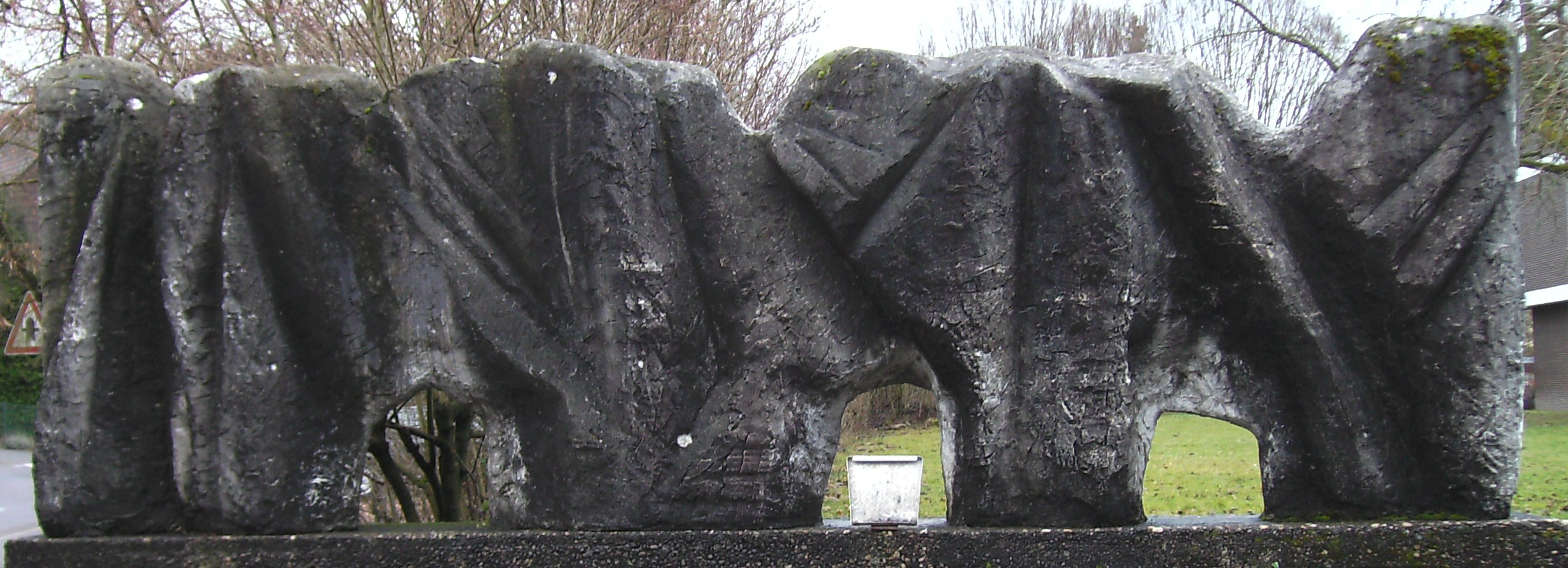
Plastik am Cusanusgymnasium St. Wendel

- Großplastik am Cusanusgymnasium St. Wendel (Steinguss)
- Doppelfigur am Gymnasium Blieskastel
- Brunnen (Saarbrücken, Evangelisch-Kirch-Straße)
- Brunnen (Bad Dürkheim)
- Metall-Kruzifix (Ruppertsecken)